# Georg Chaimowicz
Georg Chaimowicz (geboren am 3. Juni 1929 in Wien; gestorben am 5. Juni 2003 ebenda) war ein österreichischer Maler und Graphiker.

## Leben
Chaimowicz war der Sohn des in Krzywcza geborenen Textilindustriellen Heinrich Chaimowicz und dessen Ehefrau Ernestine (geborene Rosen). Sein Bruder war der Rechtsphilosoph und Legitimist Thomas Chaimowicz.
1939 flohen Chaimowicz Eltern mit ihm und seinen Geschwistern über Brünn und Amsterdam nach Bogotá. Dort studierte er an der Escuela de Bellas Artes de la Universidad Nacional Bogotá. Im Jahr 1949 kehrte er nach Wien zurück und studierte dort an der Akademie der bildenden Künste bei Sergius Pauser, Herbert Boeckl und Martin Polasek. 1956 erhielt er sein Diplom, 1957 übersiedelte Chaimowicz nach Paris, im Jahr darauf verstarb sein Vater. Ab 1961 unterhielt Chaimowicz Ateliers in Vence und Wien. In einer Initiative zusammen mit seinem Großcousin, dem Richter Elie Rosen, trat Chaimowicz Ende der 1980er Jahre erfolgreich gegen den Abriss der Badener Synagoge auf.

## Werk
Neben satirisch-politischen Zeichnungen entwickelte Chaimowicz eine zeichenhafte, auf wenige Spuren reduzierte Formensprache. In den 1960er Jahren wurde er vor allem aufgrund seines künstlerisch-politischen Auftretens gegen ehemalige Nationalsozialisten bekannt. Sein Werk „Der Bürgermeister von Waidhofen“ erregte breite Aufmerksamkeit.
Chaimowicz' Gesamtwerk besteht aus rund 26.000 Arbeiten.

## Ehrungen
- 1995: Österreichisches Ehrenkreuz für Wissenschaft und Kunst
- 1999:  Goldenes Ehrenzeichen des Landes Wien
- 2000:  Österreichisches Ehrenkreuz für Wissenschaft und Kunst I. Klasse

## Einzelausstellungen (Auswahl)
- 1961: Georg Chaimowicz, Yvon Lambert, Venedig[6]
- 1987: Georg Chaimowicz, Österreichische Galerie Belvedere, Wien[7]
- 1999: Georg Chaimowicz. Wege im Weg zum Bildlosen, Jüdisches Museum Wien, Wien[8]
- 2014: Georg Gelernter. Georg Chaimowicz kuratiert von Benjamin Kaufmann, Büro Weltausstellung und Kunstraum am Schauplatz, Wien[9]